# Mosega
Mosega was rond 1832-1837 het militaire hoofdkwartier van de Matabelekoning Mzilikazi. De stad lag in de gemeente Mafikeng in de tegenwoordige Zuid-Afrikaanse provincie Noordwest en bestond uit vijftien kraals in een vruchtbare vallei, omringd door hoge heuvels.

## Geschiedenis
De stad werd rond 1832 gesticht nadat Mzilikazi naar het westen werd gedreven door de Zoeloekoning Dingane. Op 17 januari 1837 werd de stad aangevallen en vernietigd door de Voortrekkers bij de Slag van Mosega. Mzilikazi vluchtte naar het noorden en vestigde zich in zijn nieuwe hoofdstad Bulawayo van het Koninkrijk Mthwakazi.